# Меллі
Меллі (англ. Melli) — місто в Індії, на кордоні штатів Сіккім і Західний Бенгал на річці Тіста, за 20 км від Калімпонґу. Назва Melli непальською мовою означає «місце кремації». Це один з небагатьох міст Індії, що лежить в різних штатах, дві частини міста сполучені мостом. Західнобенгальська частина місто також відома як Меллі-Базар (Melli Bazaar). Місто розташоване на національному шосе 31A, що сполучає Сіліґурі і Ґанґток.
У сіккімській частині міста знаходиться пивзавод Юксом, головний виробник пива у штаті. З цього міста також часто починають подорож любителі рафтінгу.